# Selim I Giray
Selim I Giray (1631 - 1704) fou quatre vegades kan de Crimea (1671-78, 1684- 91, 1692- 99 i 1702-04). Era fill de Bahadır I Giray. Fou el kan més important i va deixar construccions a Crimea i Constantinoble. Tanta fama tenia que després del fracàs al setge de Viena (1683) els geníssers van pensar a posar-lo al tron, però va refusar aquest honor. Fou un militar, home d'estat, historiador i poeta. Tenia una gran hisenda a Kadikoi, prop de Pyrgos, que va deixar al seu fill Kaplan. Va tenir deu fills i deu filles.

## Primer regnat
Vivia retirar a Cholmek, prop Yanbolu (Yamboli) zona en la qual els kans tenien els seus feus entre els quals el palau de Jingis Sarai. Hauria estat nomenat al primer cop per influència d'un visir que va ser subornat. Va nomenar al seu germà Selamet Giray com a khalgay, i al seu cosí Safa Giray com a nureddin.
Primer va anar a Circàssia per posar orde al districte que estava agitat, i just havia establert els seus quarters d'hivern a Kabarda quan fou cridat per ajudar els otomans en la campanya contra Polònia. Doroshenko continuava la seva política i l'any anterior va atacar als cosacs protegits de Rússia assegurant-se l'excomunió del seu hetman pel patriarca (1670). Com que els polonesos van donar suport al seu rival Khanenko, va demanar ajut a la Porta per mitjà del pasha de Silistra, mercès al qual va poder derrotar tant als cosacs russos com als partidaris de Khanenko. Els polonesos van reconèixer a aquest com a hetman i Doroshenko va demanar la intervenció del sultà que va declarar la guerra a Polònia.
El 1672 otomans i tàtars i els seus aliats cosacs van marxar contra Kaminets a Podòlia. Selim Giray i els seus dos fills, lluitant al costat de les forces del sultà, van contribuir a conquerir la fortalesa de Kaminets (després de Lviv i altres pobles) i van assolar Pocútia i Volínia emportant-se milers de presoners; però quan creuava el Dnièster amb el seu botí fou atacat pel rei polonès Joan III Sobieski prop de Kaluz, i va haver d'abandonar als presoners i part del botí. Al final de la guerra els polonesos van haver de cedir Ucraïna, Podòlia i Kaminets als turcs. Foren les darreres conquestes turques a Europa i en gran part degudes a la participació de Selim i els seus tàtars. La Dieta polonesa va refusar el tractat i la guerra es va reprendre; Selim es va haver de retirar cap a Crimea. Els nogais es van revoltar prop d'Akkerman contra la Porta i foren deportats a Crimea però la majoria van retornar.
El 1672 els venecians van intentar recuperar el seu comerç a Crimea i van aconseguir algunes concessions dels governadors otomans, però el govern no les va confirmar i els primers vaixells venecians que van voler creuar els Dardanels de tornada foren detinguts.
El 1674 els tàtars ajudaven a Doroshenko contra els russos, que van ocupar les ciutats de Cherkask i Kaniev, i el propi hetman va caure presoner de la guarnició hostil de Lisianka. Va recuperar la llibertat i va reclutar un exèrcit de xeremissos, turcs i tàtars que va assolar la frontera russa; els vells foren assassinats i les dones i criatures venuts com esclaus als tàtars. Després d'una batalla de resultat incert, els russos van assetjar Chigrin; els otomans van córrer en ajut del seu aliat cosac i els russos es van retirar. Els otomans i cosacs van ocupar la ciutat d'Uman a l'est del Dnièper i tots els seus habitants foren executats sota els ulls de Doroshenko; els cristians eren cremats vius i les pells enviades al sultà; els nois joves foren entregats als otomans que els van circumcidar; per pagar l'ajut otomà Doroshenko, que no tenia diners, va fer una ràtzia a la Petita Rússia i va tornar carregat de botí, però això li va costar la deserció de molts dels seus homes i va demanar ajut a Rússia i a Turquia. Els russos, en veure la seva situació, el van assetjar a Chigrin, que van ocupar i el van fer presoner. Fou alliberat a canvi de renunciar a ser hetman (1675).
El sultà que tenia presoner a Jordi Khmelnitski, el va proclamar ara com a príncep de la Petita Rússia i hetman dels zaporoges; va ordenar a Ibrahim Pasha i al kan de Crimea portar-lo a Ucraïna i reconquerir Chigrin. Els contingents turcs i tàtars van arribar a la ciutat el 1676; la fortalesa estava defensada per 60.000 russos i cosacs i els atacants eren només 40.000; la fortificació era molt potent per tres costats i inaccessible per l'altra; el paixà de Bòsnia va intentar evitar amb 16.000 tàtars que els russos travessessin el Dnièper, però fou derrotat i el fill del kan, vuit mirzes i deu mil homes van morir a la lluita; el setge va haver de ser aixecat i els turc es van retirar de manera desordenada. El govern d'Istanbul va ordenar una lleva extraordinària de soldats i va rebre fredament a Ibrahim Pasha que fou enviat desterrat al castell de les Set Torres.
Selim fou deposat com a kan, i arrestat a Kaffa (1677) fins que a la primavera fou portat a Istanbul (1678) sent enviat a Rodes. En lloc seu fou nomenat el seu cosí Murad Giray.

## Segon regnat
Fou nomenat altre cop el 1684 al lloc d'Hacı II Giray. De Rodes va retornar a Constantinoble des d'on fou enviar a Crimea. Els otomans eren ara sovint derrotats pels imperials i havien capturat Belgrad. Transylvania va quedar com a feu imperial. Rússia i Polònia van fer la pau, i Ucraïna i Smolensk foren cedides a Rússia.
Crimea va reclamar a Rússia un pagament anual de 60.00 rubles i els russos manats per Galitzin van avançar contra Crimea, i van lliurar batalla a un lloc anomenat Carayelg, on foren derrotats i van deixar 13 canons i 1000 presoners; llavors es van retirar i van construir una ciutat al riu Samara com a quarter per a futures campanyes que de moment es van haver d'ajornar. Els cosacs d'Ucraïna estaven llavors manats pel famós hetman Ivan Mazepa, elegit el 1687 i que el 1688 va saquejar la rodalia d'Otchakov emportant-se molts tàtars presoners. El 1689 Galitzin i l'exèrcit rus aliat a Mazeppa, va avançar cap a Perekop i els tàtars van demanar la pau que van comprar amb sacs de monedes moltes de les quals eren falses; els cosacs es van molestar quan no se'ls va permetre el saqueig. El 1690 altre cop van saquejar la rodalia d'Otchakov mentre els cosacs polonesos feien ràtzies similars en altres llocs.
El kan sembla que estava absent des del 1688 quan es va incorporar a l'exèrcit otomà i va lluitar a un lloc anomenat Kapchak (Uskub), i va derrotar els imperials. Els otomans com a recompensa, van crear una mena de guàrdia pretoriana anomenada Sekban, encarregada de la vigilància del kan, formada per "banderes" de 50 homes cadascuna i pagades pel tresor imperial. L'any següent Selim va acompanyar a Koprulizade Mustafà Paixà i va contribuir a expulsar els imperials de la rodalia de Belgrad. Va demanar com a recompensa que el kanat no passés mai fora de la seva família.
En aquest mateix temps el seu fill que era nureddin, va morir, i el kan va quedar molt afectat i va decidir abdicar i fer el pelegrinatge a la Meca; li fou concedit el permís i el seu lloc fou cobert per Saadet III Giray que podria ser el seu fill o el germà d'Hacı II Giray. A la tornada d'Aràbia es va establir a la hisenda anomenada Kazikui, prop de Silivri.

## Tercer regnat
Selim Giray fou cridat del seu retir a prop de Yamboli i fou nomenat kan per tercera vegada el 1692. El seu fill gran Devlet Giray fou nomenat khalgay i Shahin Girai, fill del seu nebot Selamet Giray, fou designat nureddin.
Poc després del seu nomenament, el 1693, fou convocat a la campanya de Transylvania i Hongria; les fores imperials assetjaven Belgrad i el kan era a Akkerman amb una avantguarda a la que va seguir el seu exèrcit principal i les forces del sultà; es van lliurar diverses batalles amb un balanç equilibrat entre victòries i derrotes; els tàtars van assolar el territori on operaven.
El setembre de 1695 fou convocat altre cop i va participar en la conquesta de les ciutats de Lugos, Nish i Behin, i va tenir part destacada a la terrible batalla de Lippa, on va morir el general imperial Frederick Veterani amb molts dels seus homes.
La lluita entre cosacs i tàtars va continuar en tot aquest temps sense gaires interrupcions. La primavera de 1692 els tàtars van atacar el districte de Domanchof, però es van retirar en acostar-se els cosacs que al seu torn van assolar el districte d'Otchakov. A la tardor els tàtars saquejaven la rodalia de Poltava, expedició repetida el 1693 dirigits pel fill del Khan. El 1694 al final de l'hivern van desolar la rodalia de Pereyeslav i els cosacs per la seva part van tornar a Otchakov on van fer 300 presoners i van fer un atac a Perekop on van capturar tres canons.
Pere I el Gran de Rússia aspirava a un accés a la mar i volia conquerir Azov, però la ciutat estava ben fortificada i tenia sis mil homes de guarnició. El mariscal Sheremetov la va atacar (1695) amb un fort exèrcit i a l'altre costat estava Murtaza Pasha, beglerbegi de Kaffa, amb el fill del Khan Selim, de nom Qaplan Giray i els caps tàtars de Cherkèssia, Taman, Sudak, i dels nogais. Fou Qaplan el que va atacar als russos i segons els turcs els va forçar a la retirada (tardor del 1695) si bé els russos diuen que aquesta fou a causa de la deserció d'un dels caps de l'artilleria, un oficial de Danzig de nom Jacob, que havia estat condemnat a un càstig corporal i en revenja es va fer musulmà i va ajudar a defensar Azov; aquesta derrota es va compensar per les victòries d'altres seccions de l'exèrcit rus que amb el suport del hetman Ivan Mazepa van avançar pel Don, van capturar quatre ciutats turques i alguns paixes i un cos de geníssers i van retornar a Rússia amb força botí i presoners. Les poblacions de Kizikerman i Muberbek foren arrasades i només va quedar un fort a l'illa de Taman on van deixar una guarnició.
El 1696 el kan va enviar un exèrcit a la Petita Rússia que va assolar el país entre Poltava i Mirgorod, però atacats pels cosacs i russos foren derrotats i rebutjats darrere del Dnièper i el Vorshla, on molts es van ofegar. Aquest mateix any Pere el Gran va obtenir enginyers, artillers i mariners de l'emperador Leopold, d'Països Baixos i de l'elector de Brandenburg i va reclutar alguns mercenaris calmucs; va construir una flotilla i va reunir les seves forces a Voronez; sota comandament de l'almirall Lefort va baixar pel riu Don; Mazeppa va aportar 15.000 cosacs que can ser situats per interceptar les comunicacions amb el riu Kuban; els tàtars els van atacar però foren derrotats i les naus turques que anaven a Azov foren capturades pels russos. Aquestos tenien en total 64.000 homes sense comptar a cosacs i calmucs; es va procedir al setge regular i el 3 de juny van començar els atacs i la guarnició es va rendir el 28 de juliol (6 d'agost de 1696 en el modern calendari). Jacob fou capturat i els turcs amb les seves famílies es van poder retirar a Kaganlik. Pere va recompensar als soldats i oficials, va ordenar fortificar Azov i construir un port per vaixells grans; va deixar allí 32 vaixells armats (la flota total tenia 96 vaixells dels quals 41 tenien entre 30 i 50 canons); als cosacs els va fer construir una flotilla de bots per atacar les costes de Crimea.
Els tàtars van fer un contraatac a l'any següent però foren derrotats prop d'Azov l'11 d'agost de 1697. En revenja els tàtars van atacar Polònia on Joan III Sobieski havia mort, i van capturar Sbaraz, avançant fins a Lviv, i entrant a Stanislav on van capturar 24 monges. Els cosacs de Mazeppa van fortificar Kizikerman i Taman que controlaven l'entrada del Don a cada costat, i encara que el gran visir Amudja-zade Husayn Paixà va enviar una flota per reparar el desastre, els turcs només van poder arribar a Asaam, i no van reeixir en subornar als comandants russos; en canvi aquests van subornar a oficials a Istanbul per aturar qualsevol intent seriós.
Selim Giray va advertir al govern turc del que calia fer i fins i tot va anar a Istanbul a parlar amb el sultà i no fou escoltat; cansat de governar va abdicar altre cop i va rebre una pensió anual de 800.000 aspers, retirant-se a Silivri, prop d'Adrianòpolis o a Kazekui, prop de Scutari (Istanbul), segons les fonts (1698). El va succeir el seu fill Devlet II Giray.
Selim I Giray, patia de gota; es diu que després de viure a Fundukhi, prop de Yamboli, va buscar alleujament a Jadirgan, i després a Karguna, prop de Yamboli, on una gran roda d'aigua regava tres jardins i movia un molí i on esperava que el so de l'aigua l'ajudaria a portar millor la malaltia; com que no va trobar millora va intentar un altre remei i es va fer portar a la muntanya Islemije en un carro portat per 50 bous. La cort otomana ho va saber i li va enviar diners i honors i li va concedir l'alliberament del seu fill Kaplan que havia estat empresonat a un castell del Bòsfor (vegeu Devlet II Giray).

## Quart regnat
El desembre del 1702 fou cridat a ocupar el tron per quarta vegada. Va viatjar des de Adrianòpolis i va rebre les insígnies a Constantinoble sortint després cap a Crimea. Va nomenar al seu fill Ghazi Giray (que havia estat alliberat del seu desterrament a Rodes) com a khalgay i Kaplan Giray com a nureddin. El 1703 el seu fill Devlet Giray fou capturat a Circàssia i portat a Crimea per ser executat però el seu pare va aconseguir l'indult.
El russos van construir fortaleses a Taganrog i Kamienska al Dnièper. Va ocupar el tron fins que va morir el 1704. El va succeir Ğazı III Giray.